# Heptace
Heptace je aritmetická a matematická operace, která je rozšířením hexace. Je to sedmý hyperoperátor, počínající od sčítání. Zatímco tetrace je opakované umocňování, pentace opakované tetrování a hexace opakované pentování, heptace je opakované hexování. Opakovaná heptace je poté oktace.